# Aechmea abbreviata
Espèce
Classification phylogénétique
Statut de conservation UICN

 LC : Préoccupation mineure
Aechmea abbreviata est une espèce de plante de la famille des Bromeliaceae, endémique d'Équateur.

## Distribution
L'espèce se rencontre dans les provinces de Morona-Santiago, Napo, El Oro, Pastaza et Sucumbíos.

## Habitat
L'espèce se rencontre à basse altitude, dans les forêts tropicales humides.

## Menaces et protection
L'espèce est déclarée comme en « Préoccupation mineure » par L'Union internationale pour la conservation de la nature depuis 2003.